# The Fresh Beat Band
The Fresh Beat Band (anteriormente The JumpArounds) es un programa infantil de género musical con canciones de pop originales creado por Scott Kraft y Nadine Van Der Velde, grabado en Paramount Studios, Hollywood, California, Estados Unidos. 
En Estados Unidos se estrenó el 24 de agosto de 2009 por el canal Nickelodeon y en Hispanoamérica se estrenó el 23 de abril de 2013 por el canal Discovery Kids.
Cada episodio empieza con la canción «The Fresh Beat Band Intro» y termina con el tema de cierre «Un Día Perfecto (Great Day)». Todos los episodios duran 30 minutos.
The Fresh Beat Band es interpretado por los estadounidenses Shayna Rose (2009-2011), Tara Perry (2011-2013), Jon Beavers, Yvette Gonzalez-Nacer y Thomas Hobson.

## Argumento
The Fresh Beat Band narra las aventuras de 4 amigos que van a la escuela y se gradúan, cantan, bailan. Son cuatro amigos diferentes y ellos son: Twist, Kiki, Shout y Marina pero lo más importante mostrar el valor de la amistad y el ser siempre un equipo.

## Reparto
| Personaje | Actor original        | Actor de doblaje       |                    |
| --------- | --------------------- | ---------------------- | ------------------ |
| Marina    | Tara Perry            |                        |                    |
| Kiki      | Yvette Gonzalez-Nacer | Camila Arismendi       |                    |
| Shout     | Thomas Hobson         | Andrés Sáez            |                    |
|           | Señorita Piccolo      | Monica Lee Gradischek  | María Luisa Benech |
|           | Reed                  | Patrick Levis          | Rodrigo Saavedra   |
|           | Melody                | Dioni Michelle Collins | Seide Tosta        |
|           | Twist (JuniorBeat)    | Dylan K. Shepherd      | Consuelo Pizarro   |

- Jason Mraz como «Hechicero de canción»
- Erin Sanders como «Princesa»
- Brian M. Cole como «Smoothie»
- Wayne Brady como «Mr. Fondu»
- Sachin Bhatt como «Bob»
- Nikki Blonsky como «MC Freeze»
- Katie Campbell como «Jolene»
- Justin Deanda como «Synthasaurus»
- Ben Giroux como «Max»
- Christy Lewis como «Western Trick Roper»
- Jeanine Mason como «Amy»
- Chris Woods como «Woody»
- Kasey Mahaffy como «Kasey»

## Logos
| Logos de The Fresh Beat BandLogotipo de The Fresh Beat Band en 2012Logotipo original de la serie |

## Canciones
| #  | Canción                                                                        |
| -- | ------------------------------------------------------------------------------ |
| 1. | The Fresh Beat Band Intro Archivado el 14 de julio de 2014 en Wayback Machine. |
| 2. | Hora de Levantarse Archivado el 14 de julio de 2014 en Wayback Machine.        |
| 3. | Sigue el Ritmo Archivado el 14 de julio de 2014 en Wayback Machine.            |
| 4. | Bailando el Rap Archivado el 26 de junio de 2014 en Wayback Machine.           |
| 5. | Pasarla Bien Archivado el 14 de julio de 2014 en Wayback Machine.              |
| 6. | Siempre Unidos Archivado el 14 de julio de 2014 en Wayback Machine.            |
| 7. | Un Día Perfecto Archivado el 14 de julio de 2014 en Wayback Machine.           |

## Temporadas
- El episodio "Stick Together" de la Temporada 1 de The Fresh Beat Band es un episodio piloto para la serie.

Disco
The Fresh Beat Band han lanzado 2 discos en los Estados Unidos.
| Temporada | Temporada | Episodios | Emisión en Estados Unidos | Emisión en Estados Unidos | Lanzamiento DVD     |
| Temporada | Temporada | Episodios | Estreno                   | Final                     | Lanzamiento DVD     |
| --------- | --------- | --------- | ------------------------- | ------------------------- | ------------------- |
|           | 1         | 20        | 24 de agosto de 2009      | 28 de mayo de 2010        | 6 de marzo de 2012  |
|           | 2         | 12        | 30 de agosto de 2010      | 24 de julio de 2011       | 6 de marzo de 2012  |
|           | 3         | 20        | 24 de junio de 2011       | 7 de diciembre de 2013    | 11 de abril de 2014 |

## Premios y nominaciones
Ver más Premios y nominaciones→
| Año  | Premiación          | Categoría                                                                    | Nominado/a            | Resultado |
| ---- | ------------------- | ---------------------------------------------------------------------------- | --------------------- | --------- |
| 2011 | Los Premios IMAGEN  | Mejor actriz de Televisión                                                   | Yvette Gonzalez-Nacer | Nominada  |
| 2013 | Young Artist Awards | Mejor actuación en una Serie de TV - Actriz joven invitada, entre 17-21 años | Erin Sanders          | Nominada  |